# Polygala alphonsii
Polygala alphonsii är en jungfrulinsväxtart som beskrevs av Nathaniel Wallich. Polygala alphonsii ingår i släktet jungfrulinssläktet, och familjen jungfrulinsväxter. Inga underarter finns listade i Catalogue of Life.